# Güzeloluk, Erdemli
Güzeloluk là một xã thuộc huyện Erdemli, tỉnh Mersin, Thổ Nhĩ Kỳ. Dân số thời điểm năm 2011 là 624 người.